# Lista de deputados estaduais do Rio Grande do Norte da 44.ª legislatura
Essa é uma lista de deputados estaduais do Rio Grande do Norte eleitos para o período 1947-1951. 32 deputados.

## Composição das bancadas
| Partido | Líder           | Bancada | Posição  |
| ------- | --------------- | ------- | -------- |
| PSD     | Sílvio Pedrosa  | 18 / 32 | Governo  |
| UDN     | Dix-Huit Rosado | 14 / 32 | Oposição |

## Deputados estaduais
| Número | Deputados estaduais eleitos             | Partido | Votação | Percentual | Cidade onde nasceu   | Unidade federativa  |
| 22446  | Djalma Marinho                          | UDN     | 3.382   | 3,00%      | Nova Cruz            | Rio Grande do Norte |
| 22122  | Dix-Huit Rosado                         | UDN     | 3.241   | 2,87%      | Mossoró              | Rio Grande do Norte |
| 41556  | Sílvio Pedrosa                          | PSD     | 3.023   | 2,68%      | Natal                | Rio Grande do Norte |
| 41892  | José Nicodemus da Silveira Martins      | PSD     | 2.887   | 2,56%      | Areia Branca         | Rio Grande do Norte |
| 41860  | Jofre Ariston de Araújo                 | PSD     | 2.831   | 2,51%      | Caicó                | Rio Grande do Norte |
| 41112  | Israel Ferreira Nunes                   | PSD     | 2.730   | 2,42%      | Mossoró              | Rio Grande do Norte |
| 22937  | Antônio Pereira de Macedo               | UDN     | 2.669   | 2,37%      | Ceará-Mirim          | Rio Grande do Norte |
| 22513  | Agostinho Santiago de Medeiros Brito    | UDN     | 2.541   | 2,25%      | São João do Sabugi   | Rio Grande do Norte |
| 41243  | Pedro Soares de Araújo Amorim           | PSD     | 2.505   | 2,22%      | Assu                 | Rio Grande do Norte |
| 22201  | Abelardo Calafange                      | UDN     | 2.470   | 2,19%      | Canguaretama         | Rio Grande do Norte |
| 22822  | José Gonçalves Pires de Medeiros        | UDN     | 2.451   | 2,17%      | Natal                | Rio Grande do Norte |
| 41738  | Alfredo Mesquita Filho                  | PSD     | 2.443   | 2,17%      | Macaíba              | Rio Grande do Norte |
| 22285  | João da Mata Paiva                      | UDN     | 2.373   | 2,10%      | Natal                | Rio Grande do Norte |
| 22216  | José Fernandes de Melo                  | UDN     | 2.345   | 2,08%      | Currais Novos        | Rio Grande do Norte |
| 22950  | Aristófanes Fernandes e Silva           | UDN     | 2.317   | 2,05%      | Santana do Matos     | Rio Grande do Norte |
| 22254  | José Xavier da Cunha                    | UDN     | 2.259   | 2,00%      | Nísia Floresta       | Rio Grande do Norte |
| 41479  | João Bianor Bezerra                     | PSD     | 2.235   | 1,98%      | Santa Cruz           | Rio Grande do Norte |
| 22575  | Mário Negócio de Almeida e Silva        | UDN     | 2.172   | 1,92%      | Fortaleza            | Ceará               |
| 22351  | Rodolfo Pereira de Araújo               | UDN     | 2.141   | 1,90%      | Ipanguaçu            | Rio Grande do Norte |
| 41246  | Raúl de França Alencar                  | PSD     | 2.095   | 1,86%      | Guamaré              | Rio Grande do Norte |
| 22350  | Moacir Torres Duarte                    | UDN     | 2.063   | 1,83%      | Natal                | Rio Grande do Norte |
| 41279  | Arnaldo Barbalho Simonetti              | PSD     | 2.046   | 1,81%      | São José de Mipibu   | Rio Grande do Norte |
| 41141  | Cosme Corsino Lemos                     | PSD     | 2.044   | 1,81%      | Martins              | Rio Grande do Norte |
| 41977  | Válter Fonseca Vanderlei de Albuquerque | PSD     | 2.026   | 1,79%      | Alexandria           | Rio Grande do Norte |
| 41521  | Aderson Dutra de Almeida                | PSD     | 2.014   | 1,78%      | Patu                 | Rio Grande do Norte |
| 41315  | Alfredo Augusto de Santana              | PSD     | 2.009   | 1,78%      | Parnamirim           | Rio Grande do Norte |
| 22809  | Ezequiel Epaminondas da Fonseca Filho   | UDN     | 1.998   | 1,77%      | Assu                 | Rio Grande do Norte |
| 41162  | Manoel Varela de Albuquerque            | PSD     | 1.980   | 1,75%      | São Paulo do Potengi | Rio Grande do Norte |
| 41895  | Teodorico Bezerra                       | PSD     | 1.958   | 1,73%      | Santa Cruz           | Rio Grande do Norte |
| 41176  | Antônio Pereira Dias                    | PSD     | 1.956   | 1,73%      | Touros               | Rio Grande do Norte |
| 41453  | Túlio Augusto Fernandes de Oliveira     | PSD     | 1.939   | 1,72%      | Jardim de Piranhas   | Rio Grande do Norte |
| 41763  | Creso Bezerra de Melo                   | PSD     | 1.934   | 1,71%      | Pau dos Ferros       | Rio Grande do Norte |